# Treasure Girl
Treasure Girl is een musical van Fred Thompson en Vincent Lawrence met muziek van George Gershwin en teksten van Ira Gershwin. De productie was in handen van Alex A. Aarons en Vinton Freedley en de choreografie van Bobby Connoly. De kostuums werden ontworpen door Kiviette en Joseph Urban ontwierp de decors. De musical was groots opgezet maar werd een flop. Er waren slechts 68 voorstellingen. De try-out was in Philadelphia op 15 oktober 1928 en de Broadway première op 8 november in het Alvin Theatre in New York.

## Verhaal
Eerste acte
Vastgoedmakelaar Mortimer (“Morty”) Grimes staat voor zijn landhuis met uitzicht op het strand en de zee naar een avond strandfeestje te kijken waar iedereen als piraat verkleed rondloopt. Nat McNally, die verloofd is met Mary de dochter van Morty, heeft een oogje op Polly Tees waar hij een beetje mee zit te flirten. Morty verteld zijn verteld zijn beheerder, Neil Forrerster, dat hij, als een soort van reclame- en promotie stunt, meer dan honderd mensen heeft uitgenodigd om een pot geld met 20.000 dollar te zoeken die ergens op het landgoed is verstopt.
Het Engelse nichtje van Nat, Ann Wainwright, hoopt via Neil, haar ex geliefde, een kans te maken om de pot met geld te vinden. Nat wil geld lenen van Ann om met Polly te kunnen trouwen, maar Ann is net zo platzak als Nat; een deurwaarder, Larry Hopkins, heeft nog een aanzienlijk bedrag van haar tegoed.
Zo gauw Morty de aankondiging gedaan en het startsignaal heeft gegeven, rennen alle gasten weg om de schat te zoeken. Ann, Nat en Polly nodigen Larry uit om gezamenlijk  de schat te gaan zoeken. De eerste halte van de speurtocht brengt hen bij een landelijk bedrijfskantoor van Morty waar Neil met zijn assistent, Bunce, werkt. Nat en Polly voelen zich tot elkaar aangetrokken terwijl Neil en Ann het met elkaar eens zijn dat ze niets meer voor elkaar voelen. Larry vertelt de anderen dat hij een ‘goed gevoel’ heeft over de speurtocht. Om het terrein ongestoord te kunnen doorzoeken, lokt Ann Neil weg door net te doen alsof ze iets voor hem voelt. Als Ann een kaart vindt waarop de exacte locatie vermeld staat van de schat, Alligator Island, krijgt Neil in de gaten dat hij door Ann bedonderd is.
Tweede acte
De schatzoekers zitten inmiddels op Alligator Island en zetten hun zoektocht naar de schat voort. Nat en Polly krijgen liefdesverdriet terwijl de verhouding tussen Neil en Ann weer wat aangewakkerd wordt. Terwijl ze steeds dichter in de buurt komen van de pot met geld genieten Ann en Nat van de eenvoudige geneugten van het leven.
Nadat een paar gangsters waaronder “Slug” Bullard en zijn rechterhand, bijna iedereen hebben weggejaagd, blijven Neil en Ann alleen achter op het eiland. Neil begint heel bot te doen tegen Ann, waarop zij op dezelfde manier terug reageert op hem. Neil loopt vervolgens kwaad weg van Ann om zelf de schat te gaan zoeken.
Alhoewel Ann uiteindelijk de schat vindt, gaat ze teleurgesteld en ontgoocheld terug naar huis. Neil is van plan om naar Mexico te verhuizen, maar Ann kondigt hun verloving aan, en de twee sluiten zich aan bij Polly en Nat om gezamenlijk hun aanstaande huwelijken te vieren.

## Rolverdeling (1928)
- Clifton Webb – Nat McNally
- Gertrude Lawrence – Ann Wainwright
- Mary Hay – Polly Tees
- Ferris Hartman – Morty Grimes
- Paul Frawley – Neil Forrester
- Walter Catlett – Larry Hopkins
- John Dunsmure – “Slug” Bullard
- Stephen Francis – Rechterhand van “Slug”
- Charles Barron – Jack Wrigley
- Norman Curtis – Bunce
- Dorothy Jordan – Betty
- Virginia Franck – Madge
- Peggy O’Neil – Kitty

## Liederen
Eerste acte
| lied                                  | gezongen door                                     |
| Skull and Bones                       | Hele gezelschap                                   |
| I’ve Got a Crush on You               | Polly, Nat en ensemble                            |
| Oh, So Nice!                          | Ann en Neil                                       |
| According To Mr. Grimes               | Morty en ensemble                                 |
| Place In The Country                  | Neil, Bunce en de meisjes                         |
| K-ra-zy for You                       | Nat, Polly en de meisjes                          |
| I Don’t Think I’ll Fall In Love Today | Ann en Neil                                       |
| I’ve Got A Rainbow                    | Larry, Jack, Mary, Betty, Madge, Kitty en meisjes |
| Feeling I’m Falling                   | Ann en Neil                                       |

Tweede acte
| lied                                | gezongen door            |
| Treasure Island                     | Hele gezelschap          |
| What Causes That?                   | Polly, Nat en de meisjes |
| What Are We Here For?               | Ann, Nat en de meisjes   |
| I’ve Got A Rainbow (Reprise)        | Meisjes                  |
| Where’s The Boy? (Here’s The Girl!) | Ann en de jongens        |

Niet gebruikt
- Dead Men Tell No Tales
- Good-Bye to the Old Love, Hello to the New
- I Want to Marry a Marionette
- This Particular Party

## Achtergrond
- De musical flopte. De kritieken waren voor de muziek, teksten, dans en decor redelijk gunstig, maar kraakten het verhaal af: “dun”, “armoedig”, “hopeloos” en “gewoon niet leuk” was de algehele tendens.[1]
- Na 68 voorstellingen werd de show gestaakt.
- De musical bracht slechts een hit voort: I’ve Got a Crush on You, dat pas een hit en een jazzstandard werd na de (langzame) interpretatie van Lee Wiley in 1939.[3]
- De afgelopen jaren zijn enkele liederen uit de vergeten musical 'Treasure Gir'l uitgevoerd en opgenomen:[3]

| lied                                  | uitgevoerd door          | jaar |
| Where’s The Boy?                      | Louise Carlyle           | 1954 |
| Totaal zes liederen uit de musical    | Betty Comden             | 1963 |
| Feeling I’m Falling                   | Bobby Short              | 1973 |
| K-ra-zy For You                       | Bobby Short              | 1973 |
| I’ve Got a Crush on You               | Bobby Short              | 1973 |
| Feeling I’m Falling                   | Joan Morris & Max Morath |      |
| I Don’t Think I’ll Fall In Love Today |                          |      |
| K-ra-zy For You                       | Crazy For You            | 1992 |
| What Causes That?                     | Crazy For You            | 1992 |

- What Causes That? werd van een totaal onbekend nummer de verrassend grote hit van de musical Crazy For You uit 1992.[3]